# Гаєрі
Гаєрі (фр. Gayéri) - місто і міська комуна в Буркіна-Фасо, у Східної області. Адміністративний центр провінції Комонджарі.
Розташоване у східній частині країни, на висоті 270 м над рівнем моря .
Населення міської комуни (департаменту) Гаєрі за даними перепису 2006 року становить 48 814 чоловік . Населення самого міста Гаєрі за оцінними даними на 2012 рік налічувало 10 959 чоловік; за даними перепису 2006 воно становило 6578 чоловік. Крім власне міста Гаєрі міська комуна включає ще 17 сіл.